# 파이브 포 파이팅
파이브 포 파이팅(Five for Fighting, 1965년 1월 7일 ~ )은 존 온드라직(John Ondrasik)의 원 맨 밴드이다.